# Џонатан Тан
Џонатан Уђин Тан (енгл. Jonathan Eu Jin Tan, кин: 乔纳森·欧金坦; Сингапур, 11. март 2002) сингапурски је пливач чија ужа специјалност су спринтерске трке слободним стилом. Вишеструки је национални првак и рекордер. 

## Спортска каријера
Тан је своје прве наступе на међународној пливачкој сцени имао током 2016. као један од учесника митинга светског купа у малим базенима у Сингапуру и Хонгконгу. Годину дана касније по први пут је наступио на Светском јуниорском првенству у Индијанаполису где је остварио неколико солидних резултата у тркама слободним стилом. Први запаженији успех у каријери је остварио на Азијским играма у Џакарти 2018. где је као члан сингапурских штафета на 4×100 и 4×200 метара слободним стилом освојио и прве две медаље у каријери, обе бронзане. 
На светским сениорским првенствима у великим базенима је дебитовао у корејском Квангџуу 2019. где је наступио у чак шест дисциплина. Једину појединачну трку у којој је учествовао, ону на 50 слободно, завршио је у квалификацијама на 34. месту, док су му најбољи резултати у штафетним тркама били 12. место у квалификацијама на 4×100 слободно микс и 18. место на 4×100 слободно. Месец дана након сениорског, учествовао је и на јуниорском првенству света које је одржано у Будимпешти, а где је остварио пласман на високо пето место у финалу трке на 50 метара слободним стилом. Годину је окончао са освојене три златне медаље на Играма југоисточне Азије на Филипинима.   